# Terechovo (metrostation BKL)
Terechovo (Russisch: Терехово) is een station aan de Grote Ringlijn van de Moskouse metro bij het dorp Terechovo dat op 7 december 2021 werd geopend.

## Geschiedenis
Op 28 juni 2011 werd besloten tot de aanleg van de Grote Ringlijn die al in het kaderplan van 1965 was opgenomen. Het traject van 2011 wijkt af van het plan uit 1965 doordat het aan de noordkant dichter langs het centrum loopt. In het plan uit 1965 was er sprake van slechts een station in de meander van Mnjovniki, in de gerealiseerde Grote Ringlijn komen er twee. In de zomer van 2012 werden wijzigingen in het westelijke deel tussen Koentsevskaja en Chorosjovskaja vastgesteld en de opening voor december 2015 aangekondigd. 
In februari 2013 werd de bouw van het deeltraject goedgekeurd door de planningscommissie van de stad Moskou. Het station werd aanbesteed als Terechovo, maar op 2 april 2019 werd de naam per decreet van burgemeester Sobjanin gewijzigd in Mnjovniki. Het station ligt midden in de meander terwijl het andere station de naam Karamysjevskaja kreeg. Een jaar later verscheen de naam Terechovo echter weer in de officiële documentatie en op 8 december 2020 draaide de burgemeester zijn eerdere besluit terug. 

## Ontwerp en inrichting
Op 30 januari 2016 werd een ontwerpwedstrijd voor de twee stations op de meander afgesloten. Het ondergrondse deel krijgt twee zijperrons langs de doorgaande metrosporen. De plaats van de uitgangen zal in samenhang met de bouwprojecten rond het station worden bepaald. Hiervoor is een nieuwe wedstrijd voor architectenbureaus aangekondigd.

## Chronologie
- Maart 2017 inschrijving voor de bouw van het baanvak met station, de gunning volgt in april.
- Juli 2017 aankondiging dat de bouw van het station in 2018 begint.
- September 2017 nieuwe aanbesteding van het station met als eis dat de bouw en installatiewerkzaamheden op 31 december 2019 zijn voltooid.
- 15 januari 2018 Begin van het bouwrijp maken met de afsluiting van de randweg rond Terechovo tussen de huizen 81 en 86 tot  31 december 2019.
- 15 mei 2018 De bouw van het station begint.
- 18 april 2019 De damwand rond het station is voltooid en het grondverzet begint.
- 9 september – 18 december 2019 Aanleg van de dubbelsporige tunnel tussen de twee sations op de meander.
- 10 oktober 2020 Ruwbouw van de tunnels van het westelijke deel van de Grote Ringlijn is voltooid.
- 7 december 2021, begin van de reizigersdienst.